# علم ولايات ميكرونيسيا المتحدة
أعتمد علم ولايات ميكرونيسيا المتحدة في 10 تشرين الثاني - نوفمبر من سنة 1979.

## معنى الوان العلم
- الأزرق: يرمز إلى المحيط الهادي.
- الأبيض: يرمز إلى السلام بين المجموعات السكانية المختلفة.
- ★ النجوم: ترمز إلى الجزر الأربعة المكونة للإتحاد وهن شوك (بالإنجليزية: Chuuk)‏، ياب (بالإنجليزية: Yap)‏، بونبي (بالإنجليزية: Pohnpei)‏ وكوسراي (بالإنجليزية: Kosrae)‏.

## أعلام سابقة

العلم المستخدم مابين 18 تموز من عام 1947 إلى 19 آب من عام 1965.
العلم المستخدم مابين عامي 1965 - 1978.